# 渋沢内閣
渋沢内閣（しぶさわないかく、Shibusawa Cabinet）、実の姉妹である渋沢一葉、サトマネによるユニット。
「エンタメでみんなのメンタルをHAPPYに」をモットーにエンターテイメンターという新たなジャンルを立ち上げ活動している。
2017年6月までは北参道放送局の「渋沢一葉のノープラン」というネット放送番組を中心に活動していたが、2018年11月より都内でのイベント活動を中心に活動を再開。
2022年2月に中野にエンタメシェアスタジオ『STUDIO14』を開業。
現在はこの『STUDIO14』が活動拠点となっている。
また2022年9月には㈱ENTAME GIGを起業。
渋沢一葉が社長となり、様々な人、企業とのエンタメコラボ企画を実施している。
そしてこの企画に賛同し一緒に楽しんでくれる出演メンバー、ファンも渋沢内閣の一員と称される。

## メンバー
| 名前                                      | 生年月日              | 出身地 | 続柄 | 役職     | メンバーカラー |
| ----------------------------------------- | --------------------- | ------ | ---- | -------- | -------------- |
| 渋沢一葉 （しぶさわ いよ）(IYO SHIBUSAWA) | 1989年3月10日（36歳） | 北海道 | 次女 | 総理大臣 | 青             |
| サトマネ （さとまね）(SATOMANE)           | 1980年5月12日（44歳） | 北海道 | 長女 | 官房長官 | 紫             |

## 略歴（2018年以降）
2018年
- 11月11日、渋沢一葉のノープラン★ニッポンイチ！  in スカイツリータウンスタジオ。2017年6月10日の渋沢一葉の「ノープラン。」最終回以来のイベント開催となった[1]。

- 12月23日、渋クリ。2018（クリスマスイベント）

2019年
- 2月11日、渋沢内閣Valentine Party。
- 3月10日、渋沢誕生祭2019。高田馬場MONOで開催　朗読劇『推し恋』
- 4月21日、渋沢撮影会、渋沢内閣春のお花見交流会。
- 6月29日、渋沢内閣Cafe～メイド人狼編～。
- 7月28日、渋沢一葉デビュー15周年記念イベント。新宿Y's BARで開催。
- 8月17日、有吉反省会に渋沢一葉出演。渋沢誕生祭が紹介される[2]。
- 8月25日、渋沢縁日。（浴衣イベント）
- 9月7日、渋沢BBQ。
- 10月19日、渋沢Halloween Party。
- 11月11日、渋沢内閣ファンクラブ渋沢内閣ぶいあいぴー発足。
- 11月11日、渋沢内閣！KOMAE万博！放送開始。
- 11月17日、渋沢内閣ボーリング大会。
- 12月21日、渋クリ。2019（クリスマスイベント）

2020年
- 1月12日、渋沢内閣初詣・新年会
- 2月16日、渋沢誕生祭決起集会、渋沢内閣バレンタインライブ。AGALINE高円寺で開催。
- 3月21日、渋沢誕生祭2020 新宿グラムシュタインで開催 舞台『転生革命』 白組勝利
- 3月31日、ロボットレストランとのコラボ企画決定。
- 4月26日、渋沢内閣無観客ライブ【THE無観客】。
- 8月22日、超限定【lunchさみっと】。
- 9月19日、渋沢内閣花火大会。
- 12月26日、渋沢内閣★大忘年会2020
- 12月26日、渋クリ。2020(クリスマスイベント)

2021年
- １月16日、渋沢内閣・初詣・新年会
- 2月20日、渋沢内閣♡バレンタインパーティー
- 3月27日、渋沢誕生祭202１　六本木バウハウスで開催 舞台『渋沢サーカス団』 白組勝利
- 3月28日、渋沢誕生祭2021【アフターパーティー】
- 6月12日、サトマネ誕生祭 【マヨザ・ベストテン！】
- 7月10日、渋沢内閣フォトパーティー
- 8月1日、TIPSTAR月一レギュラー番組スタート。チーム渋沢内閣(渋沢一葉・サトマネ・まいりー)
- 9月9日、HATASHIAIにて熟女ファイター・サトマネデビュー
- 10月3日、渋沢内閣BBQ大会
- 11月6日、渋沢内閣BBQ大会パート２
- 12月18日、渋クリ。2021(クリスマスイベント)

2022年
- 1月16日、渋沢内閣・初詣
- 2月5日、エンタメシェアスタジオ『STUDIO14』OPEN
- 3月26日、渋沢誕生祭2022　新宿ZEALシアターで開催 舞台『渋沢海賊団』赤組勝利
- 3月27日、渋沢誕生祭2022【アフターパーティー】
- 5月3日、第一回『渋リンピック』開催(優勝・スズキック)
- 7月24日、渋フェス 新宿グラムシュタインで開催
- 8月6日、素人格闘技『訳あり』熟女ファイター・サトマネ2戦目
- 9月14日、㈱ENTAME GIG設立
- 10月21日～23日、舞台『14人の、14個の、恋の物語。』第一回 優勝作品【蓋のない世界】
- 11月27日、『訳あり～大阪大会～』渋沢一葉がへずまりゅうの嫁に殴られる
- 11月29日、17ライブ『公式ムービーイベント』総合5位入賞(渋沢)
- 12月20日、『さらば青春のひかり 東ブクロとデビュー作』(テレビ大阪)ベロ-1GP
- 12月24日、『渋フェス～winter』渋谷をバスでバスジャック！

2023年
- 1月3日、『さらば青春のひかり 東ブクロとデビュー作』(テレビ大阪)大忘年会
- 1月19日～22日、舞台『14人の、14個の、恋の物語。』第二回優勝作品【70年だけ…】
- 2月5日、ポリープ手術(渋沢)
- 2月23日、『渋フェス～Valentine～』阿佐ヶ谷ドラム
- 2月25日、素人格闘技『訳あり』熟女ファイター・サトマネ3戦目初勝利 訳ありイメージガールコンテスト優勝
- 3月25日、渋沢誕生祭2023　新宿ZEALシアターで開催 舞台『シブレンジャー』紅組勝利　　　　　　　　　　　　　　　　　　　　　渋沢一葉がイベント内で2023年中野区議会議員に立候補することを発表
- 3月26日、渋沢誕生祭2023【アフターパーティー】
- 4月1日、さらば青春のテレビ大阪チャンネル『東ブクロとデビュー作』イベント出演
- 4月23日、2023年中野区議会議員423票で落選
- 4月24日、『さらば青春のひかり 東ブクロとデビュー作』(テレビ大阪)人生すごろく
- 5月5日、Hプロ wonderful days in 高島平９ 熟女ファイター初登場 32秒KO負け
- 5月18日～21日、舞台『14人の、14個の、恋の物語。』第３回優勝作品【私立一ノ葉高等学園　　　　　　　　　　　　　　　～力戦奮闘編～】
- 6月4日、素人格闘技『訳あり』熟女ファイター・サトマネ５戦目勝利 2/5

## 渋沢内閣！KOMAE万博！
渋沢内閣がレギュラー出演するラジオ生放送番組。
放送局は狛江FM（コマラジ）で毎週月曜19時から放送。
狛江FM開局日である2019年11月11日に初放送を行った。

## 渋沢誕生祭
渋沢内閣による年間最大イベントで、総理大臣である渋沢一葉の誕生月に開催される。
2018年をのぞく毎年、これまでに12回開催されている。
年に一度、新しいことにチャレンジし、渋沢一葉自身がすべてのプロデュースを行っている。
渋沢一葉脚本・演出による舞台やライブなど様々な内容を実施している。
渋沢内閣の他に多数のゲストも出演する。

## 渋沢内閣ぶいあいぴー
渋沢内閣ファンクラブの呼称。(現在は閉鎖されている)

## 渋沢内閣DIY部
2022年2月の中野【STUDIO14】設立時に発足。
一緒にスタジオ運営を行う有志による部活。
スタジオセットを作ったり、舞台衣装作成、HP作成、現場カメラマンなどの制作補助を行う
ファンクラブも兼ねた活動である